# Мъфин
Мъфинът (на английски: muffin) представлява малък кръгъл кекс. Мъфините се приготвят от брашно, бакпулвер, кисело мляко, масло, яйца и плодове на парченца или шоколад по желание. Пекат се във форми във фурна, загрята до 250 °C. Мъфините се появяват в Англия и в началото са били правени с мая, впоследствие се разпространяват и в Америка, откъдето стават известни по цял свят.
Мъфинът е вид малко кексче, което може да е сладко или по-хлебно, с цилиндрична основа и куполообразен връх. Името мъфин идва от френската дума moufflet, която означава мек, когато се използва за хляб. Те са предвидени за един човек, за едно ядене и са популярни по света като сутрешна или следобедна закуска. За да са вкусни, те трябва да са меки и леки, а тестото, от което се правят, увеличава обема си почти двойно при печенето.
Има два вида мъфини – английски и американски. Тъй като английските мъфини не са разпространени извън Обединеното Кралство, когато се споменава мъфин се има предвид далеч по-популярната американска разновидност. Английските мъфини са плоски и кръгли, дебели 2 – 3 см и се пекат на тиган или под грил. Основни съставки на тестото обикновено са мая, мляко, брашно, захар и сол. За разлика от английските, американските мъфини се приготвят със сода или бакпулвер и се пекат в специални формички, в средата на фурната, при температури между 175 и 200 °С за около 25 – 30 минути. Броят на формичките в тавата може да варира, както и техните размери.
Мъфините не е задължително да са сладки и могат да се разделят на два вида според вкуса си – сладки и хлебни. Когато се приготвят сладки мъфини, в тестото се слага повече масло и захар, а за хлебни – по-малко. Обикновено тестото съдържа брашно, захар, бакпулвер или сода, яйца, мазнина и мляко. Могат да се използват и разнообразни добавки, като например плодове, ядки, шоколад, стафиди и други, които придават допълнителен аромат и вкус, а глазирането на мъфина го превръща от обикновено малко кексче в нещо далеч по-специално. Мъфините са бързи и лесни за приготвяне, има огромно разнообразие от рецепти и всеки може да добави и нещо от себе си за перфектното малко десертче. Изпробвайте някоя от предложените тук рецепти, а в края на тази статия можете да намерите съвети и хитринки за приготвяне на мъфини.